# 约翰·哈伯森
约翰·弗里德里克·哈伯森（英語：John Frederick Harbeson，1888年7月30日—1986年12月21日），是美国著名的建筑师，曾在宾夕法尼亚大学担任建筑系教授。